# Róbert Zselénszky

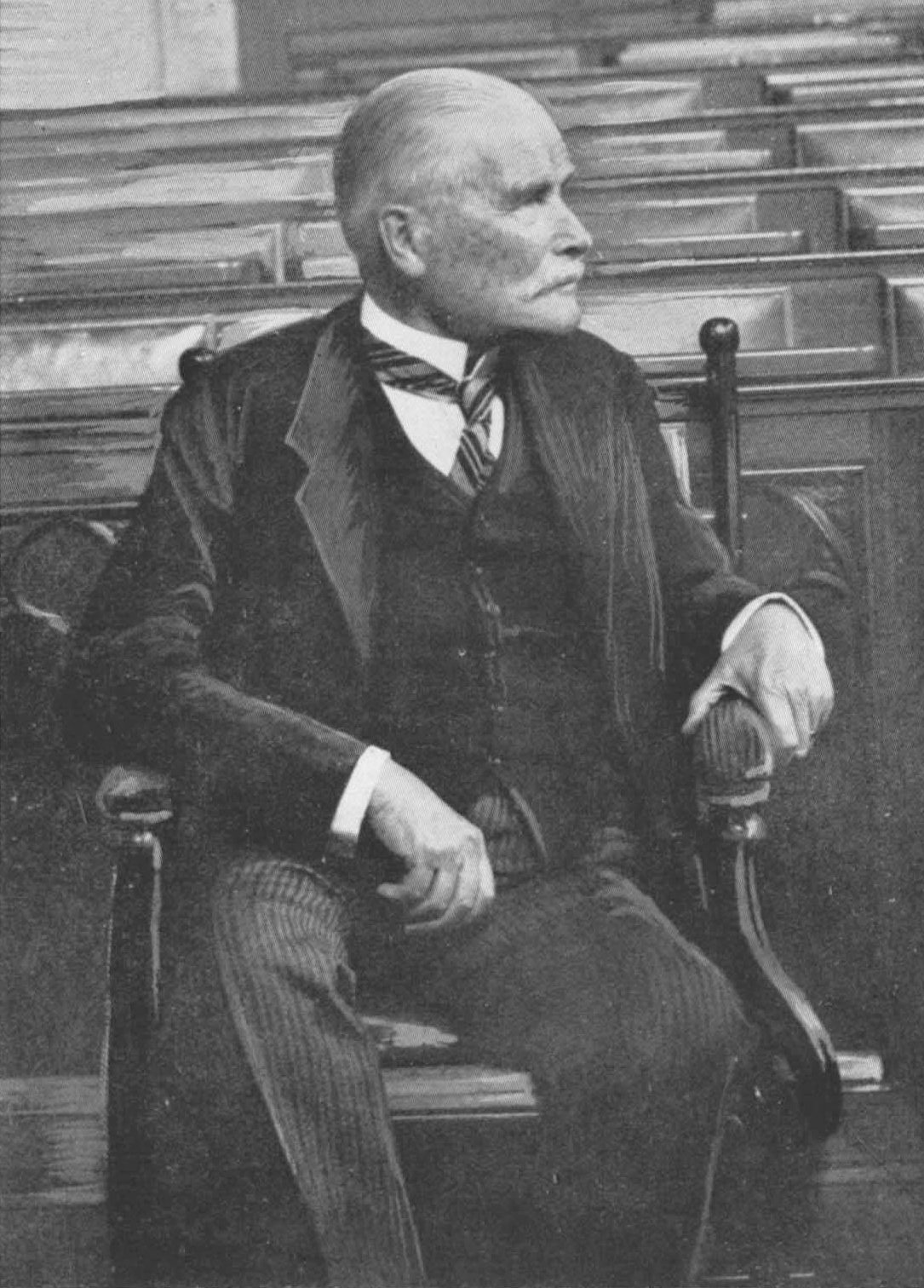
Róbert Zselénszky im Oberhaus (1934)

Róbert Graf Zselénszky (auch Zelanka-Źeléński; * 30. Juli 1850 in Újarad; † 20. November 1939 in Budapest) war ein ungarischer Politiker und Großgrundbesitzer.

## Leben
Zselénszky entstammte einer ursprünglich polnischen Adelsfamilie und studierte in Florenz, Paris, Pest und Hohenheim. Anschließend übernahm er 23-jährig die Familiengüter und etablierte dort einen bedeutenden Wirtschaftsstandort. 1881 trat er in das politische Leben ein und wurde Reichstagsabgeordneter für den Wahlkreis Lippa im Komitat Temes. Bei den nachfolgenden Wahlen wurde er 1884 für Szentanna (Komitat Arad), 1892 für Újarad (Komitat Temes), 1901 für Világos (Komitat Arad) und 1905 erneut für Lippa zum Abgeordneten des Reichstags gewählt. Während der Ungarischen Krise (1905) bat ihn König Franz Joseph I. um seine Einschätzung der Lage. Seit 1906 war Zselénszky Mitglied des Magnatenhauses und wurde bei der Gründung des Oberhauses 1927 Mitglied dessen.